# 정다혜 (1987년)
정다혜(1987년 1월 7일 ~ )는 대한민국의 배우이다. 유수인이라는 이름으로 개명을 한 적이 있다.

## 학력
- 건국대학교 연기예술학과

## 연기 활동

### 드라마
- 2010년 KBS 월드 3D드라마 《스마트 액션》 ... 여와 역
- 2011년 SBS 수목드라마 《49일》 ... 일진 여고생 역
- 2011년 KBS2 월화드라마 《스파이 명월》 ... 김은주 역
- 2011년 OCN 일요드라마 《뱀파이어 검사》 ... 윤세화 역
- 2011년 MBC 주말드라마 《천 번의 입맞춤》 ... 유나 역
- 2012년 MBN 주말 특별기획 《사랑도 돈이 되나요》 ... 정은솔 역
- 2012년 tvN 수목드라마 《인현왕후의 남자》 ... 클럽녀 2 역
- 2012년 SBS 드라마스페셜 《유령》 ... 정서은 역
- 2012년 MBC 일일연속극 《오자룡이 간다》 ... 미림 역
- 2013년 MBC 수목드라마 《투윅스》 ... 마술 역
- 2013년 MBC 퀸 10부작 드라마 《네일샵 파리스》 ... 희영 역

### 영화
- 2004년 《다이 투게더》 ... 사진 찍는 소녀 역
- 2009년 《링스 어드벤쳐》 ... 링세트 더빙 목소리 역
- 2010년 《방자전》 ... 감자하녀 역

## 광고
- 2006년 메이플 스토리 - 메이플걸